# Моите мили съседи
„Моите мили съседи“ (на испански: Mis adorables vecinos) е испански сериал, създаден от Пабло Барера, Мануел Риос Сан Мартин и Начо Кабана. Сериалът дебютира по Antena 3 на 11 април 2004 г. и завършва на 21 май 2006 г.

## Герои

### Семейство Санчес
| Роля                     | Изпълнител     |
| ------------------------ | -------------- |
| Мариано Санчес           | Хуанхо Кукалон |
| Долорес Минго            | Пас Падия      |
| Рафаел Санчес Минго      | Алберто Амария |
| Шейла Мария Санчес Минго | Яйза Естеве    |
| Хосе Мигел Санчес Минго  | Асдине Бенахи  |
| Криспула                 | Исабел Оска    |

### Семейство Сандовал
| Роля                      | Изпълнител        |
| ------------------------- | ----------------- |
| Ернесто Сандовал          | Франсис Лоренсо   |
| Клаудия Ваядарес          | Мириам Диас-Арока |
| Лаура Сандовал Ваядарес   | Нурия Гаго        |
| Беатрис Сандовал Ваядарес | Ариадна Кастеяно  |
| Серхио Сандовал Ваядарес  | Асдине Бенахи     |

### Второстепенни герои
| Роля   | Изпълнител |
| ------ | ---------- |
| Ивана  | Селине Тил |
| Тереза | Тина Саинс |

## Сезони
| Сезон | Сезон | Епизоди | Излъчване (Испания) | Излъчване (Испания) |
| Сезон | Сезон | Епизоди | Премиера            | Финал               |
| ----- | ----- | ------- | ------------------- | ------------------- |
|       | 1     | 15      | 11 април 2004 г.    | 18 юли 2004 г.      |
|       | 2     | 16      | 2 септември 2004 г. | 27 декември 2004 г. |
|       | 3     | 13      | 3 май 2005 г.       | 26 юли 2005 г.      |
|       | 4     | 18      | 8 януари 2006 г.    | 21 май 2006 г.      |

## „Моите мили съседи“ в България
В България сериалът започва на 13 април 2009 г. по bTV.
Повторенията се излъчват по bTV Comedy.
Ролите се озвучават от артистите Венета Зюмбюлева, Ася Рачева, Ралица Ковачева-Бежан до девети епизод от втори сезон, Вера Методиева от десети епизод на втори сезон до края на сериала, Любомир Младенов и Александър Воронов. Във втори и трети епизод от втори сезон Ралица Ковачева-Бежан е заместена от Силвия Лулчева.